# Об'єднання Жінок Оборони Чотирьох Свобід України
Об'є́днання Жіно́к Оборо́ни Чотирьо́х Свобі́д Украї́ни (ОЖ-ОЧСУ) (англ. Women's Association for the Defense of Four Freedoms for Ukraine, WADFFU), жіноча організація створена в місті Нью-Йорку весною 1967-ого року, щоб активізувати жіноцтво в діаспорі на політному відтинку Української визвольної боротьби. Назва походить від «Чотири свободи» президента Франкліна Делано Рузвельта, що їх повинні мати люди «усюди в світі»: Свобода слова, Свобода віросповідання, Право на достатній рівень життя, та Свобода від страху.
Під проводом суспільно-політичної діячки і націоналістки Уляни Целевич-Стецюк, діяльність новоствореної організації розвивалася згідно з метою: працювати для добра нашої Батьківщини i української громади в діаспорі, поширювати інформацію і знання про Україну та про стан поневолених під совєтським режимом українців, та різними способами домагатися їм свободи і прав. У наступних роках, організація розширилася з заснуванням місцевих відділів у містах Сполучених Штатів.
Членська організація Світового Конґресу Українців, Українського Конґресового Комітету Америки як і Світової Федерації Українських Жіночих Організацій (СФУЖО).